# Videovizitka
Videovizitka je krátká prezentace osoby, produktu, společnosti, události nebo projektu v digitální podobě. Vzniká zachycením obrazu a zvuku ve video formátu. Délka videovizitky závisí na účelu, pro nějž videovizitka vzniká.

## Typy videovizitek

### Osobní videovizitka
Touto formou se prezentují převážně mladí lidé na internetových serverech určených pro sdílení videí, jako je YouTube nebo Stream.cz. Videovizitka často bývá tematicky zaměřena na některou z volnočasových aktivit, jíž se daný člověk aktivně věnuje. 
Specifické videovizitky také vznikají při výjimečných životních příležitostech, jako je svatba, oslavy významných narozenin či jiné důležité okamžiky, kdy kromě obrazu a zvuku zachycují i atmosféru těchto svátečních dní. 

### Profesní videovizitka
Profesní videovizitka se používá zejména v personalistice a usnadňuje uchazečům o práci uplatnit se na trhu práce a představit se jejím prostřednictvím svému potenciálnímu zaměstnavateli. Osobní prezentace ve formě krátkého videa, které o sobě uchazeč natočí, umožňuje personalistům lépe si utvořit názor na uchazeče. Obvykle v ní na sebe prozradí kromě pracovních úspěchů i svoje pracovní zkušenosti, naplněné i nenaplněné pracovní cíle, plány do budoucna, ale zároveň prozradí řečí těla i některé svoje charakterové vlastnosti, umění sebeprezentace a jiné vlastnosti. Ideální délka profesní videovizitky je 30–60 sekund. Prvním pracovním portálem, který v České republice začal vnímat videovizitky jako účinný nástroj při hledání práce, byl v roce 2009 portál džob.cz.

### Firemní videovizitka
Videoprezentace činnosti společnosti je účinným nástrojem, jak oslovit své potenciální zákazníky na internetu. Během dvouminutového videa lze nejen stručně představit svoji společnost, ale také nechat nahlédnout přímo do prostředí společnosti. 

## Jak natočit videovizitku
Při tvorbě videovizitky je možné se obrátit buď na specializované firmy, které se touto činností zabývají, anebo si videovizitku natočit svépomocí na digitální kameru, webkameru nebo mobilní telefon. Video je třeba vždy točit v klidném prostředí, nejlépe s jednobarevným pozadím.